# Криштоф Немирич (байкар)
Криштоф Немирич (1650 — бл. 1710) — письменник, байкар, перекладач часів Речі Посполитої.

## Життєпис
Походив з магнатського спольщеного українського роду Немиричів гербу Клямри, Черніхівської гілки. Другий син Степана Немирича, київського підкоморія, та його першої дружини Гризельди Віламовни. Народився у 1650 році. Виховувався в аріанському дусі. Брав участь до 1662 року в засіданнях Черніхівського збору антитринітаріїв.
1664 року разом з родиною вирушив у вигнання. Мешкав у Бранденбурзі. З 1665 року навчався разом з братами у Стефана Любенецького в Гамбурзі, де до 1669 року вивчав політичні науки, фінанси, французьку мову, теологію.
У 1670—1671 роках разом з молодшим братом Юрієм перебував у Голландській республіці, де продовжив навчання. 1674 року брав участь в елекційному сеймі в Речі Посполитій. 1677 року оженився на Марині, доньки Кшиштофа Ожаровського, відомого кальвініста, отримавши як посаг 16 тис. злотих. В шлюбі дітей не мав.
У 1680 році відмовився з батьком і братом Владиславом повернутися до Речі Посполитої, оскільки це вимагало перехід до католицтва. Залишився вірним аріанству. Подорожував Європою. Відомий дискусією з Даніелем Ернестом Яблонським, лютеранським пастором в Берліні. Помер близько 1710 року.

## Творчість
У 1695 опублікував «La Verite et Religion en visite chez les theologiens en y cherchant leurs filles la charite et la tolerance» — критику нетерпимості і немилосердя у всіх його видах. Він вихваляв толерантність у Пруссії і поміркованість у Голландії. Закликав всіх протестантів — лютеран, кальвіністів та унітаріан до об'єднання в одній церкві. Проте ця робота не привернула до себе уваги ні за його життя, ні після смерті.
Є автором польськомовної праці «Езопові байки, вільним віршем переспіван» (1688 рік). 1699 року здійснив переклад з французької на польську «Езопових байок» Лафонтена. Його новаторський і вільний поетичний стиль цінується за ясність та стислість. Він вважається одним з попередників письменників-просвітителів у Польщі. Присвячував свої праці сину Августа II, короля Речі Посполитої.